# Malaclemys terrapin
Malaclemys terrapin là một loài rùa trong họ Emydidae. Loài này được Schoepff mô tả khoa học đầu tiên năm 1793.

## Hình ảnh

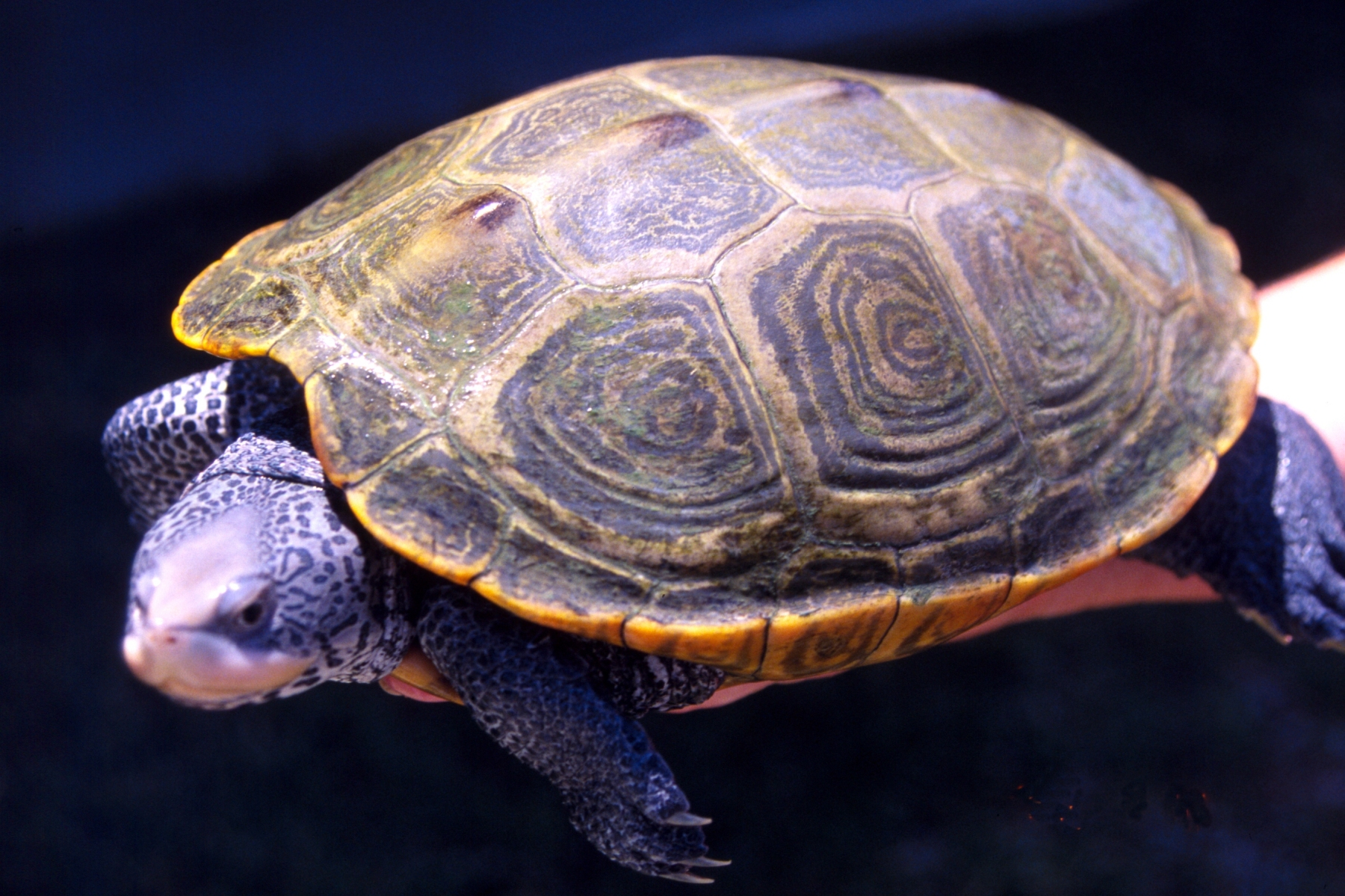
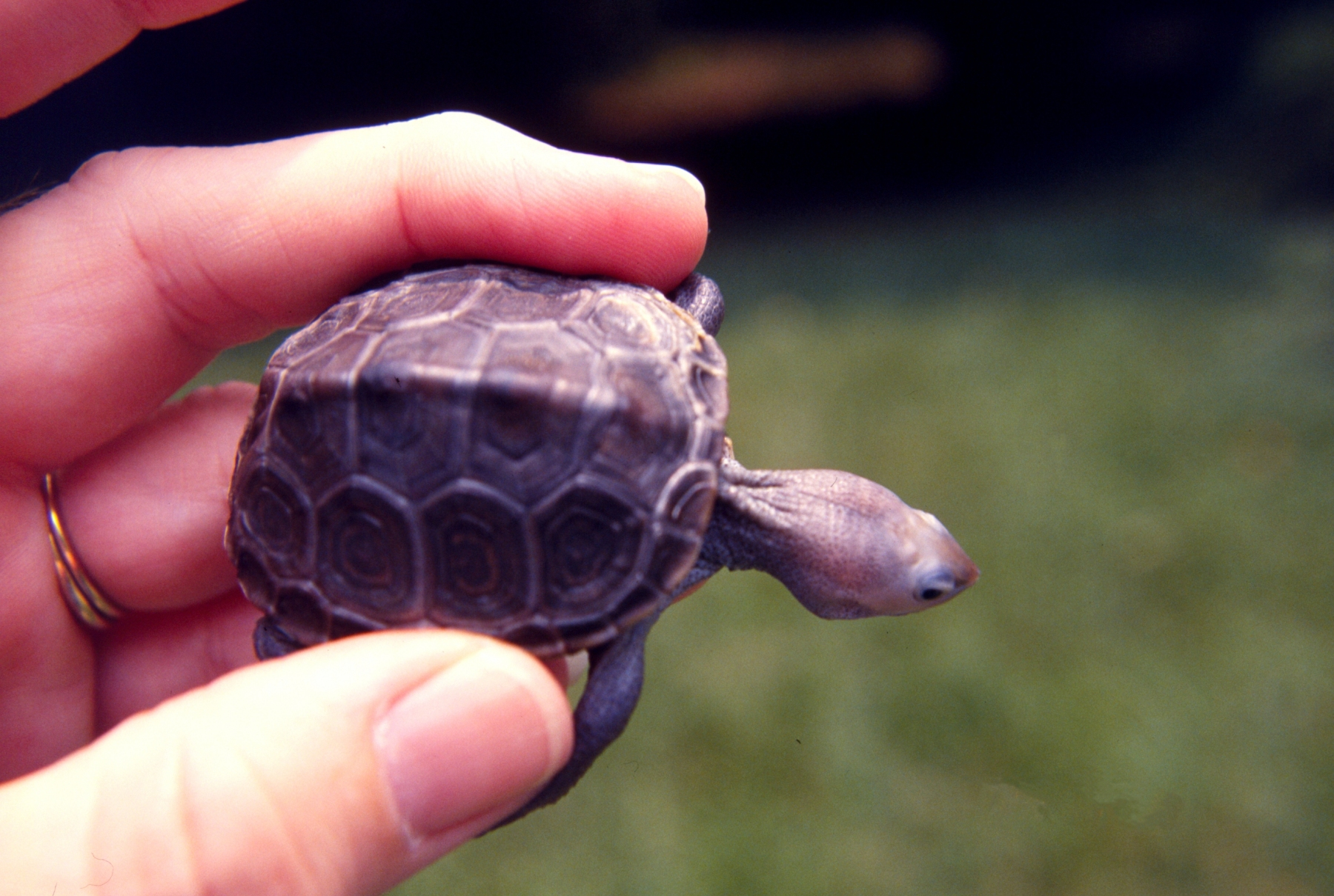
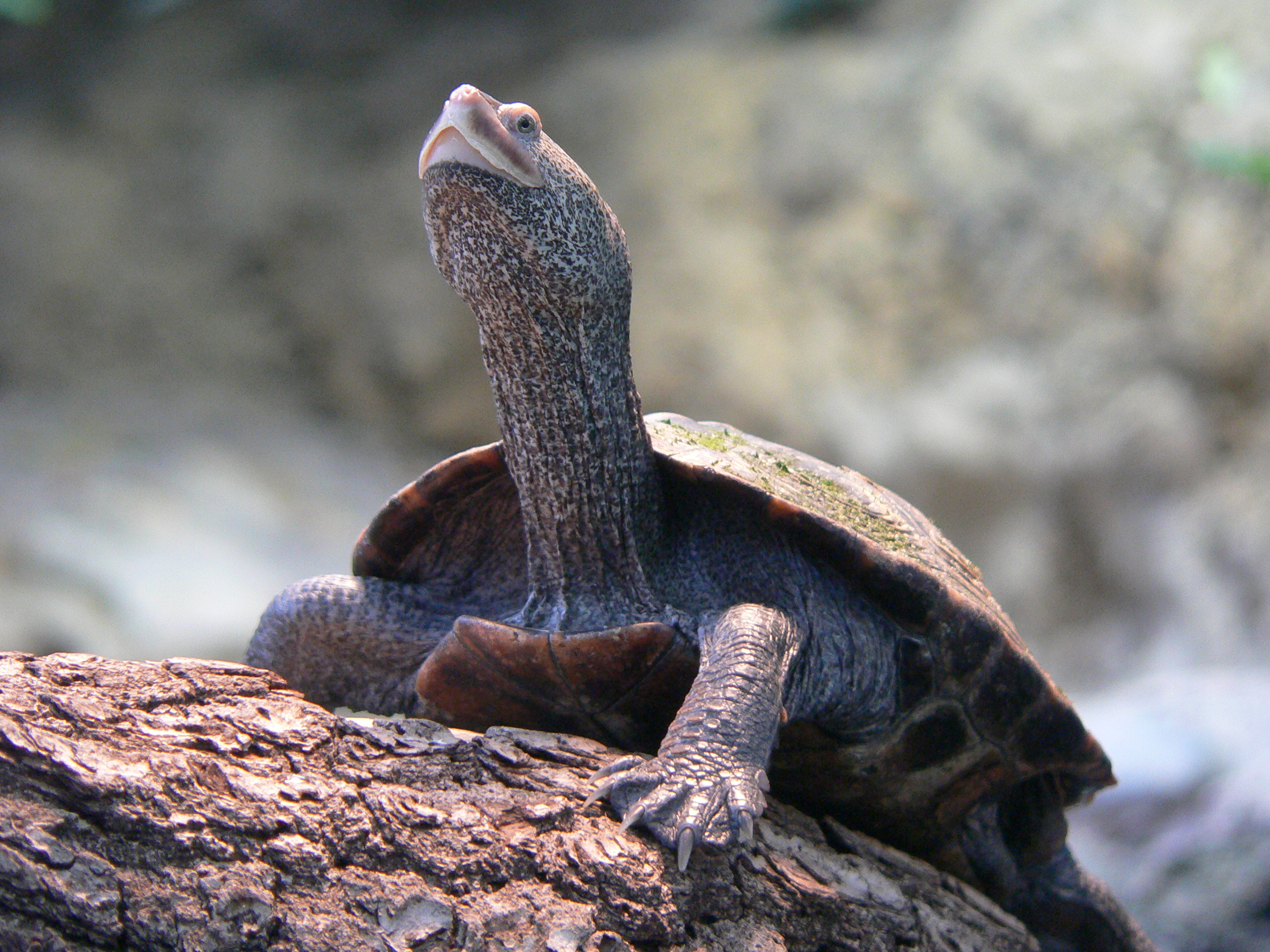
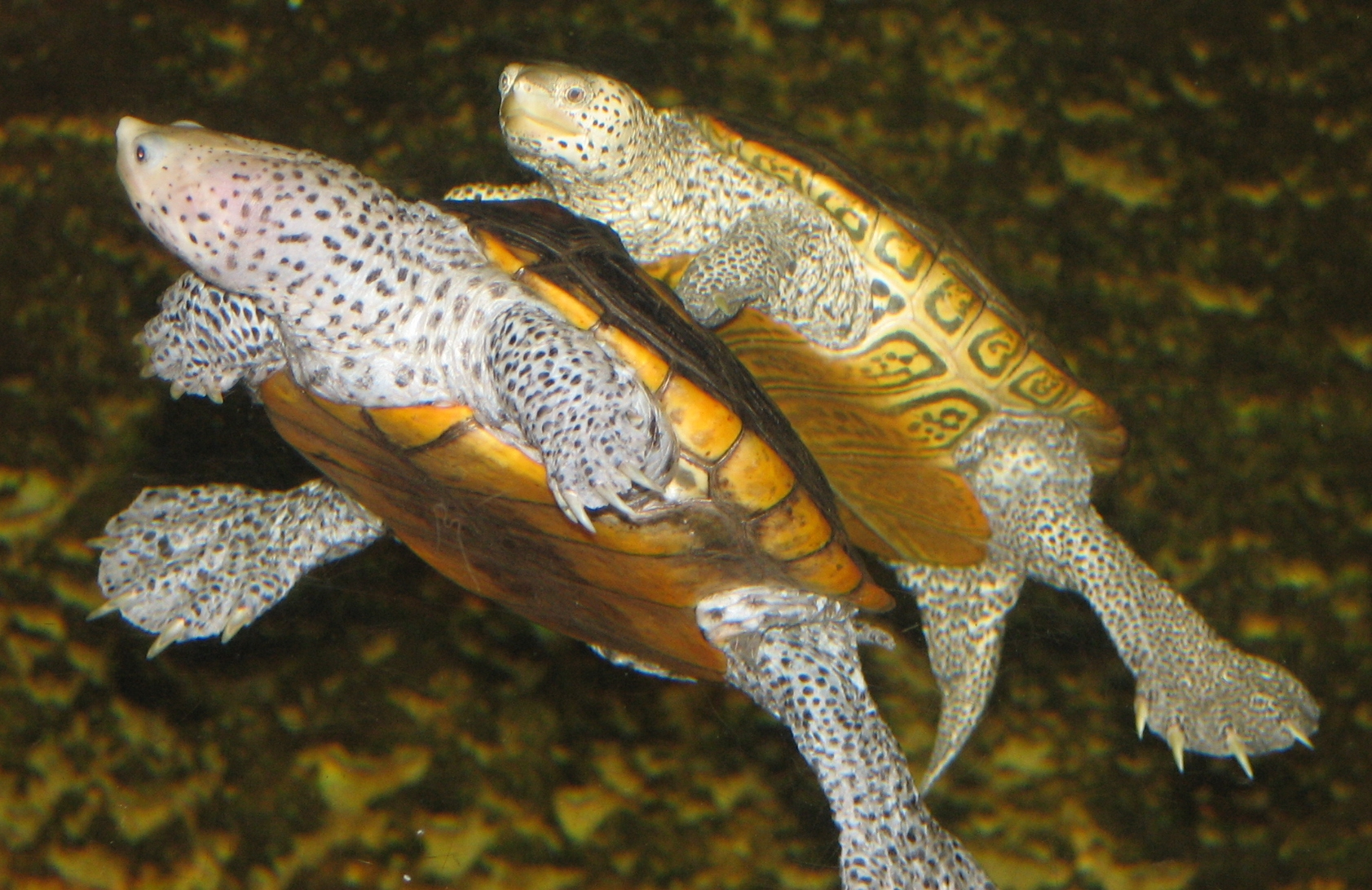